# Фарафенни
Фарафенни — город в Гамбии. Крупнейший город в округе Северный берег. Расположен на Транс-Гамбийском шоссе, к югу от границы с Сенегалом. Местные жители называют город Чакубанта или Фарасити.
Население Фарафенни (по переписи 2007 года) составляет 30839 человек.
Основным местным языком, кроме государственного английского языка, является волоф, также распространены мандинка и фула.

## Образование
В Фарафенни находятся старшая средняя школа, а также гамбийская (светская), мавританская (исламская) и англиканская младшие средние школы. Все они расположены на окраине города. Старшая средняя школа Фарафенни спонсируется Академией Джона Кэбота в Бристоле, Великобритания.

## Инфраструктура

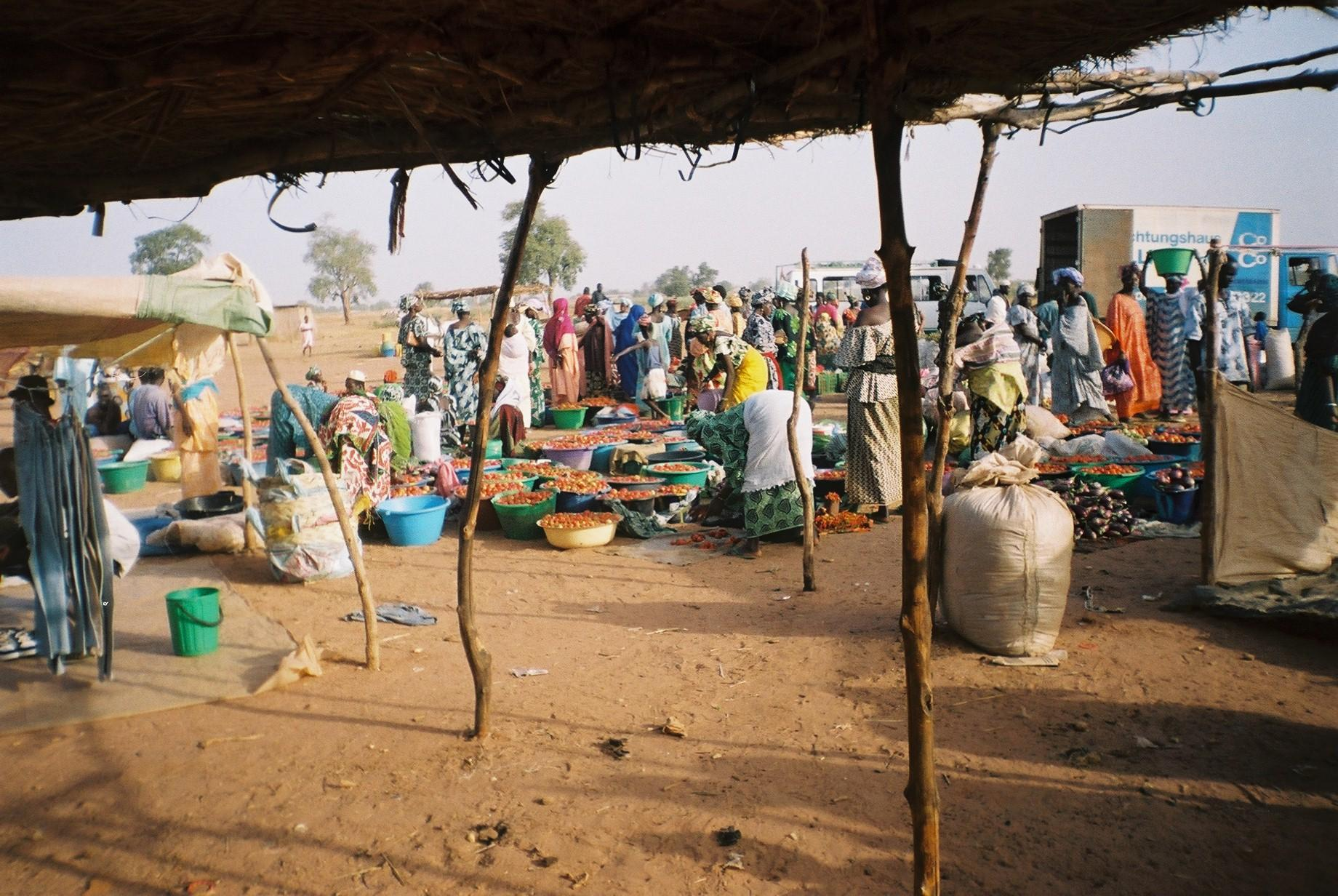
Народный рынок «lumo» в Фарафенни.

В Фарафенни есть больница общего профиля — это основная больница округа и некоторых приграничных районов Сенегала.
В городе также находится военная база, которая была атакована в 1995 году шестью мужчинами, утверждавшими, что они сотрудничали с Саньянгом.
Фарафенни является важным рынком для округа: здесь есть большой (центральный) рынок, торговый квартал и небольшой рынок на Кереванском шоссе. Оба рынка обслуживают потребности жителей. Существует также народный еженедельный рынок под названием lumo.

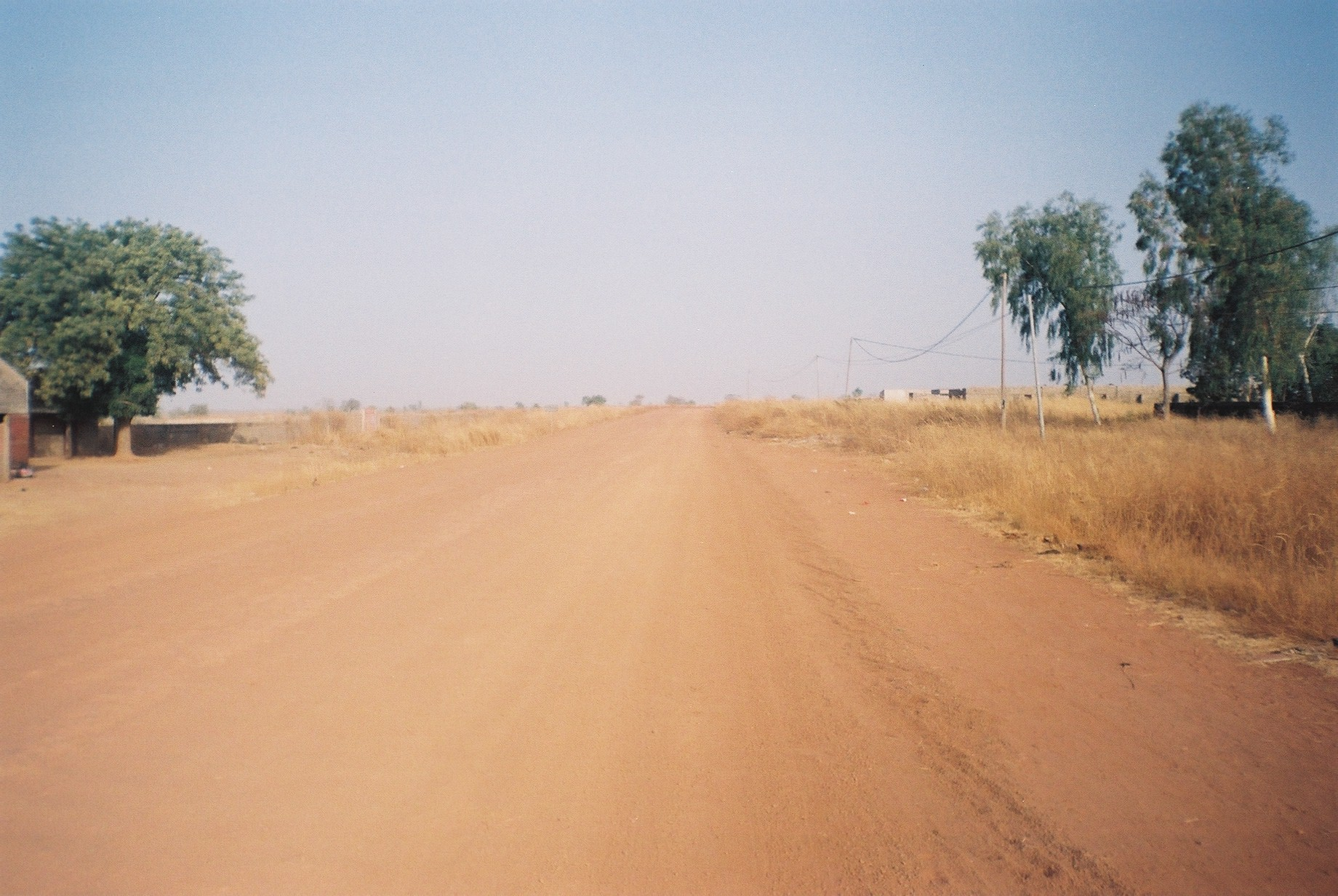
Трансгамбийское шоссе в Фарафенни.

## География
Фарафенни, крупнейший населенный пункт округа Северный Берег и района Верхний Баддибу. Город расположен на шоссе Норт-Бэнк примерно в 60 километрах к западу от Керевана и 14 километрах к северу от Манса-Конко, на другой стороне реки.
Фарафенни — важный транспортный узел: через него по оси север-юг проходит Транс-Гамбийское шоссе (N 4) и по оси запад-восток — шоссе Норт-Бэнк-роуд. В январе 2019 года был завершен долгосрочный проект по строительству моста Сенегамбия через реку Гамбию в окрестностях Фарафенни.

## Известные уроженцы
- Маба Джоб (род. 1964) — гамбийский политик
- Шериф Дибба (1937—2008) — гамбийский политик